# Гацько Василь Миколайович
Васи́ль Микола́йович Гацько́ (нар. 18 вересня 1982, смт Южна Ломуватка міста Брянки, Луганська область) — громадський діяч.

## Освіта
У 1999 році вступив на факультет економіки та управління Київського національного економічного університету, де у 2003 році здобув кваліфікацію бакалавра з менеджменту, викладача економіки, у 2004 році — магістра з менеджменту організацій.[джерело не вказане 1219 днів]
У 2005–2008 аспірант Національного інституту стратегічних досліджень на спеціальність «Економічна безпека держави».[джерело не вказане 1219 днів]

## Трудова діяльність
У студентські роки працював на посаді заступника голови профспілкового комітету ППОСА КНЕУ (лютий — грудень 2002) та головного спеціаліста-ревізора відділу бухгалтерського обліку та контролю Головного управління у справах сім'ї та молоді Київської міської державної адміністрації (травень — грудень 2003).[джерело не вказане 1219 днів]
З жовтня 2005 року по грудень 2006 року працював у Департаменті соціальної та економічної стратегій Національного інституту стратегічних досліджень на посаді молодшого наукового співробітника.[джерело не вказане 1219 днів]
З червня 2014 року — депутат Київської міської ради. Член комісії з питань бюджету та соціально-економічного розвитку.[джерело не вказане 1219 днів]

## Громадська робота
У 2005 році був обраний головою Всеукраїнської молодіжної громадської організації «Християнсько-демократична молодь України» (з 2007 року — ВМГО «Демократичний альянс»). Переобирався на керівну посаду в 2007 та 2009 роках.[джерело не вказане 1219 днів]

## Політична діяльність
У 2010 обраний головою політичної партії «Демократичний альянс». Член партії з моменту створення.
У 2014 році очолив список партії «Демократичний альянс» на виборах до Київської міської ради. В результаті підрахунку та перерахунку голосів партія набрала 3,007 % (39 712) голосів виборців, що дозволило двом першим особам в списку стати депутатами Київської міської ради.[джерело не вказане 1219 днів]
У 2019 році на з'їзді партії «Демократичний альянс» було переобрано керівні органи партії, до яких Василь Гацько не був обраний.

## Родина
Одружений з Гацько Мариною Валеріївною. Сини — Ярослав Гацько, Яромир Гацько. Донька — Ярина Гацько.[джерело не вказане 1219 днів]

## Нагороди
Указом Президента України № 201/2023 від 7-го квітня 2023 року за особисту мужність, виявлену у захисті державного суверенітету та територіальної цілісності України, самовіддане виконання військового обов'язку нагороджений орденом Богдана Хмельницького III ступеня.